# Атанас Манганарев
Атанас Паскалев Манганарев е български революционер, деец на Вътрешната македоно-одринска революционна организация.

## Биография
Атанас Манганарев е роден през 1877 година в зъхненското село Клепушна, тогава в Османската империя. Присъединява се към ВМОРО и става нелегален, като действа с четите на Тодор Паница и Стефан Чавдаров. Участва в залавянето на италианци в Гюреджик, при което загива четникът Иван Капитанов от Карлъково. Участва и в голямото сражение при откриването на четата на Чавдаров при Плевня, при което загиват четниците Никсетов, Стефанов и Андрея Кирчев. През март 1907 година участва в убийството в Егридере на Прокопи Камбоков, сътрудник на драмския митрополит Хрисостом и на гръцкото консулство, убит пред къщата му.
На 9 март 1943 година, като жител на Хорвища, подава молба за народна пенсия, която е одобрена и отпусната от Министерския съвет на Царство България.